# Ţelesm
Ţelesm (persiska: طلسم) är en ort i Iran.   Den ligger i provinsen Kermanshah, i den västra delen av landet, 500 km väster om huvudstaden Teheran. Ţelesm ligger 1 458 meter över havet och antalet invånare är 428.
Terrängen runt Ţelesm är kuperad. Runt Ţelesm är det ganska glesbefolkat, med 43 invånare per kvadratkilometer. Närmaste större samhälle är Gahvāreh, 19,2 km nordost om Ţelesm. Omgivningarna runt Ţelesm är i huvudsak ett öppet busklandskap.